# Chadormalou Ardakan SC
Der Chadormalou Ardakan Sports Club (persisch باشگاه فوتبال چادرملو اردکان), auch bekannt als Chadormalou, ist ein iranischer Fußballverein aus Ardakan in der Provinz Yazd. Aktuell, Stand Oktober 2024, spielt der Verein in der ersten Liga, der Persian Gulf Pro League.

## Geschichte
2021 erwarb die Firma Chadormalu (Eisenerzbergwerk) die Lizenz des Zweitligisten Qashqai FC. Die Lizenz wurde an den neugegründeten Chadormalou Ardakan SC übertragen. Die erste Spielzeit in der zweiten Liga (2022/23) beendete der Verein auf dem siebten Tabellenplatz. Die Saison 2023/24 wurde man Vizemeister der Liga und stieg in die erste Liga auf.

### Namenshistorie
- 2012: Gründung als Qashqai FC
- 2021: Chadormalou Ardakan SC

## Erfolge
- Iranischer Zweitligavizemeister: 2023/24  ▲

## Stadion
Der Verein trägt seine Heimspiele im Shahid Nassiri Stadium in Ardakan aus. Das Stadion hat ein Fassungsvermögen von 11.365 Personen.

## Trainer
Stand: Oktober 2024
| Trainer       | Nation | von           | bis |
| ------------- | ------ | ------------- | --- |
| Saeid Akhbari | Iran   | 20. Juli 2022 |     |